# Gmeinder D 25 B
Die D 25 B ist eine dieselhydraulische Lokomotive von Gmeinder.  Im EBA-Fahrzeugregister erhielt diese Bauart die Baureihenbezeichnung 98 80 0554.

## Bauarten
Von der D 25 B wurden drei unterschiedliche Bauserien zweiachsiger dieselhydraulischer Lokomotiven hergestellt.

### 1. Bauform
Von 1972 bis 1975 wurden acht Lokomotiven gebaut, die sich untereinander geringfügig unterscheiden. Äußerlich zu erkennen sind sie an der Rückwand der Lokomotiven, die keinen Lokomotivkasten aufweist. Die frühen Fahrzeuge mit Megi-Federn sehen einer DB-Baureihe Köf III sehr ähnlich. Die erste Lokomotive ging an die Daimler-Benz AG und versieht seit 1999 bei der NIAG als Lok 12 ihren Dienst. Eine Lokomotive dieser Bauserie wurde explosionsgeschützt ausgeführt.
| Liste der Gmeinder D 25 B, 1. Bauform |         |                                 |                                               |                         |              |
| Fabriknummer                          | Baujahr | Erster Eigentümer               | Verbleib                                      | Fahrzeugregisternummer  | Anmerkungen  |
| 5471                                  | 1972    | Daimler-Benz AG „19-003“        | NIAG „12“                                     | 98 80 0554 001-4 D-NIAG |              |
| 5488                                  | 1972    | Bosch „3“, „323“                |                                               |                         |              |
| 5489                                  | 1972    | SKW „1“                         | Industriepark Münchsmünster GmbH & Co. KG „1“ |                         | ex-geschützt |
| 5491                                  | 1973    | SWEG „V 23-01“                  | Hzl „V 24“                                    |                         |              |
| 5504                                  | 1974    | Giulini Chemie GmbH „Feli“      | Deutsche Shell AG „773“                       |                         |              |
| 5515                                  | 1975    | Mobil Oil AG, Wilhelmshaven „1“ | Wilhelmshavener Raffineriegesellschaft „1“    |                         | ex-geschützt |
| 5516                                  | 1975    | Mobil Oil AG, Wilhelmshaven „2“ | Wilhelmshavener Raffineriegesellschaft „2“    |                         | ex-geschützt |
| 5519                                  | 1975    | John Deere, Mannheim „347“      | Schmiedewerke Gröditz „22“                    |                         |              |

### 2. Bauform
Zwischen 1977 und 1982 wurden sechs Lokomotiven der zweiten Bauform gebaut. Sie sind an einem kleinen Lokomotivkasten an der Rückseite der Loks und der etwas kantigeren Bauweise zu erkennen. Drei Lokomotiven explosionsgeschützt ausgeführt.
| Liste der Gmeinder D 25 B, 2. Bauform |         |                            |                                               |                        |                                        |
| Fabriknummer                          | Baujahr | Erster Eigentümer          | Verbleib                                      | Fahrzeugregisternummer | Anmerkungen                            |
| 5547                                  | 1977    | Rheinische Olefinwerke „1“ | BASF „4“                                      |                        | ex-geschützt                           |
| 5548                                  | 1976    | SKW „2“                    | Industriepark Münchsmünster GmbH & Co. KG „2“ |                        | ex-geschützt                           |
| 5550                                  | 1976    | Chemie Linz AG „ROBERT“    | H. C. Starck GmbH                             |                        | ex-geschützt, 1993: Texaco, DEA, Shell |
| 5560                                  | 1978    | BASF, Werk Assuan          |                                               |                        | Verbleib unbekannt                     |
| 5589                                  | 1980    | AKZO Zout Chemie           | DB Schenker Rail NL „R 9903“                  |                        |                                        |
| 5624                                  | 1982    | unbekannt                  | Merck KGaA, Werk Gernsheim „11“               |                        |                                        |

### 3. Bauform

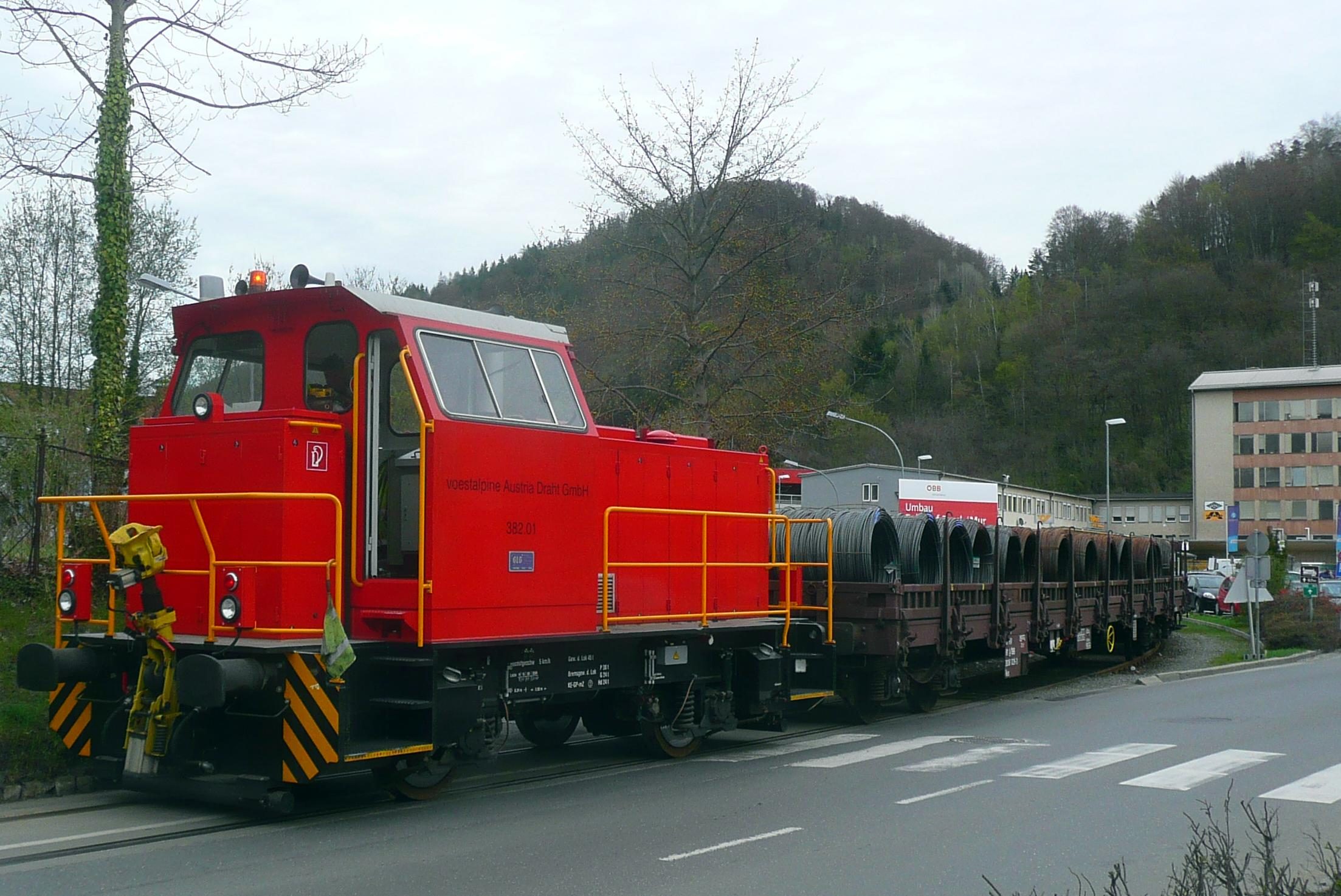
3.Bauform (voestalpine 382.01)

Seit 1985 wurden sechs Lokomotiven der dritten Bauform gebaut. Sie entsprechen den Empfehlungen der VDV-Schrift 200 (Rangier- und Streckenlokomotive). Neben ihrem kantigen Erscheinungsbild unterscheidet sich diese Bauform vor allem durch die seitlich abgeschrägten Führerstandwände von den früheren Loks. Die Einstiegtüren liegen nun auf den Frontseiten des Führerhauses. Die bisher letzte Lok dieses Typs wurde 2006 geliefert; der Typ ist aber noch im Gmeinder-Lieferprogramm enthalten.
| Liste der Gmeinder D 25 B, 3. Bauform |         |                            |                               |                        |                       |
| Fabriknummer                          | Baujahr | Erster Eigentümer          | Verbleib                      | Fahrzeugregisternummer | Anmerkungen           |
| 5651                                  | 1985    | HzL „V 34“                 | NOBEG-Reinold (Furth im Wald) | 98 80 0554 014-7       | mit Funkfernsteuerung |
| 5671                                  | 1987    | Borregaard Industries (N)  |                               |                        |                       |
| 5747                                  | 2004    | INEOS Phenol, Gladbeck „4“ |                               |                        |                       |
| 5748                                  | 2005    | Dow Chemical Deutschland   | Raffinerie Emsland „Lok 9“    |                        |                       |
| 5753                                  | 2006    | voestalpine „382.01“       |                               |                        |                       |
| 5755                                  | 2006    | voestalpine                |                               |                        |                       |